# Hrabstwo Otoe
Hrabstwo Otoe (ang. Otoe County) – hrabstwo w stanie Nebraska w Stanach Zjednoczonych. Obszar całkowity hrabstwa obejmuje powierzchnię 619,02 mil2 (1 603,26 km²). Według danych z 2010 r. hrabstwo miało 15 740 mieszkańców. Hrabstwo powstało w 1854 roku, a jego nazwa pochodzi od indiańskiego plemienia Otów.

## Sąsiednie hrabstwa
- Hrabstwo Cass (północ)
- Hrabstwo Fremont (Iowa) (wschód)
- Hrabstwo Atchison (Missouri) (południowy wschód)
- Hrabstwo Nemaha (południe)
- Hrabstwo Johnson (południe)
- Hrabstwo Gage (południowy zachód)
- Hrabstwo Lancaster (zachód)

## Miasta
- Nebraska City
- Syracuse
- Woodland Hills (CDP)

## Wioski
- Burr
- Douglas
- Dunbar
- Lorton
- Otoe
- Palmyra
- Talmage
- Unadilla